# S:t Ragnhild
S:t Ragnhild är en båt byggd 1977 vid Viking Yachtværft i Thisted i Danmark. Båtens varvsnummer är 7736. Skrovet är av stål.
Efter ombyggnader har båten fått en atmosfär inramad av teakdäck, mässing och plysch. Båten har plats för 23 passagerare. För middag ombord är 8-10 personer en trivselgräns.
| Båtdata    | Vid leverans från varv | Idag        |
| ---------- | ---------------------- | ----------- |
| Längd öa   | 13,54 meter            | 13,54 meter |
| Bredd      | 3,93 meter             | 3,93 meter  |
| Djupgående | 1,50 meter             | 1,50 meter  |
| Brt/Nrt    | -                      | 23/7 ton    |

Båten var ursprungligen utrustad med 2 st Scania D8 M1 om 200 hk som gav båten en fart av 10 knop. Den är idag utrustad med 2 st Volvo Penta om sammanlagt 350 hk.

## Historik
- 1977	Båten byggdes vid Viking Yachtværft som Mjølner. Båten lär ha stannat kvar vid varvet då beställaren inte kunde betala den.
- 1980	Oktober. Båten köptes från varvets konkursbo av Lars Johansson i Göteborg. Den döptes om till Leona och användes som fritidsbåt.
- 1986	Båten köptes av Lundbäcks Linjebåtstrafik i Enköping. Den sattes i taxitrafik i Stockholms skärgård.
- 1989	Båten köptes av AB Söderköpings Brunn i Söderköping för 1,3 miljoner kr. Den döptes till S:t Ragnhild och sattes i trafik på Göta kanal.

Båten var 2010 utannonserad för försäljning av Djurgårdsvarvet i Stockholm.

## Om båtens nuvarande namn
Ragnhild av Tälje är Söderköpings skyddshelgon. Hon är ett svenskt helgon som vördas inom den romersk-katolska kyrkan.
Sankta Ragnhild, född 1075, anses ha varit gift med kung Inge. Det är inte klarlagt om den kung Inge hon var gift med var kung Inge den äldre eller kung Inge den yngre. Det har inte heller kunnat klarlägga om hon var drottning under sin levnad. Om hon var gift med Inge den yngre kan hon ha avlidit innan han blev kung. Hennes dödsår är okänt men ett årtal som nämns är år 1117.
Till Söderköping har knutits legenden om klosterjungfrun Ragnhild. Hon rövades bort av jätten Ramunder och fördes till Ramunderborg på Borgberget strax norr om Söderköping. Efter åtta dagar kom Ragnhild oskadd tillbaka till Söderköping. Hon uppgav sig ha blivit frigiven efter att ha lyckats omvända Ramunder. Men människor i staden var misstänksamma och snart uppstod ryktet att hon offrat sin oskuld för att återfå sin frihet. Hon anklagades för häxeri och dömdes av den kyrkliga rättvisan att brännas levande på bål. Då hon bundits vid en påle på en rishög och bålet tänts bad hon till Gud om ett mirakel. Detta visade sig genom att jätten Ramunder plötsligt dök upp. Han grep en stör som han körde ner i marken. En källa sprang fram och vattnet släckte bålet. Ett tecken som tolkades som att Ragnhild var oskyldig till det hon anklagats för.
Legenden om Ragnhild och Ramunder, som liksom många andra legender förekommer i olika versioner, har tolkats som en bild av kampen mellan den framträngande kristendomen i Ragnhilds gestalt och den gamla religionen i Ramunders gestalt. Bergakungar och liknande naturväsen sågs som personifikationer av de gamla gudarna. 